# 2022 FD1
2022 FD1 — невеликий навколоземний астероїд з групи Аполлона. 25 березня 2022 року максимально наблизився від Землі на відстань 8470 км, що ближче ніж деякі штучні супутники. Його діметр становить не більше 2-4 м.

## Історія
2022 FD1 був відкритий 24 березня 2022 року угорським астрономом Крістіаном Сарнецьки на станції Піскештетьо обсерваторії Конкоя в Будапешті (Угорщина). 25 березня 2022 року він увійшов у тінь Землі о 8:10 UTC і став невидимим до виходу о 8:45 UTC. Його яскравість із Землі досягла піку видимої величини 13 незадовго до найближчого зближення о 09:13 UTC. На той час астероїд рухався зі швидкістю 18,5 км/с відносно Землі та перебував у далекій південній півкулі неба.